# Лутон
Лу́тон (англ. Luton [lu ː tən]) — місто в Англії, виділене в унітарну одиницю, у південній частині церемоніального графства Бедфордшир.

## Історія
Перетворене в унітарну одиницю 1 квітня 1997 року з району колишнього неметропольного графства Бедфордшир.

## Географія
Займає територію 43 км² і межує на півдні, заході і півночі з унітарною одиницею Центральний Бедфордшир, на сході з церемоніальним графством Гартфордшир.

## Відомі особистості
В поселенні народились:
- Ендрю Тейт (* 1986) — впливовий діяч, кікбоксер.
- Артур Гейлі (1920 — 2004) — канадський прозаїк.
- Гевін Шукер (* 1981) — британський політик.
- Томмі Робінсон (* 1982) — англійський крайно-правий активіст.
- Кевін Фолі (* 1984) — ірландський футболіст.

## Спорт
У Лутоні базується професіональний футбольний клуб «Лутон Таун», який в сезоні 2022-23 виступає в англійській Прем'єр-лізі. Команда приймає суперників на стадіоні «Кенілворт Роуд» (місткість 10 226 глядачів).